# Alberto Rodriguez Larreta
Alberto Rodriguez Larreta (n. 14 ianuarie 1934, Buenos Aires, Argentina – d. 11 martie 1977, Buenos Aires, Argentina) a fost un pilot de Formula 1. De-a lungul carierei a luat startul în 1 cursă, niciuna din pole-position. Nu a câștigat nicio cursă și nu a terminat niciodată pe podium, acumulând 0 puncte în întreaga activitate ca pilot de Formula 1.